# Palau i olympiska sommarspelen 2016
Palau deltog med fem deltagare vid de olympiska sommarspelen 2016 i Rio de Janeiro. Ingen av landets deltagare erövrade någon medalj.

## Brottning
Förkortningar:
- VT – Vinst genom fall.
- PP – Beslut efter poäng – förloraren fick tekniska poäng.
- PO – Beslut efter poäng – förloraren fick inte tekniska poäng.
- ST – Teknisk överlägsenhet – förloraren utan tekniska poäng och en marginal med minst 8 (grekisk-romersk stil) eller 10 (fristil) poäng.

Herrar, fristil
| Brottare                 | Gren                 | Kvalomgång           | Omgång 1              | Kvartsfinal          | Semifinal            | Återkval 1           | Återkval 2           | Final / BM           | Final / BM |
| Brottare                 | Gren                 | Motståndare Resultat | Motståndare Resultat  | Motståndare Resultat | Motståndare Resultat | Motståndare Resultat | Motståndare Resultat | Motståndare Resultat | Placering  |
| ------------------------ | -------------------- | -------------------- | --------------------- | -------------------- | -------------------- | -------------------- | -------------------- | -------------------- | ---------- |
| Florian Skilang Temengil | Supertungvikt -125kg | Bye                  | Ligeti (HUN) L 0–4 ST | Gick inte vidare     | Gick inte vidare     | Gick inte vidare     | Gick inte vidare     | Gick inte vidare     | 19         |

## Friidrott
Förkortningar
- Notera– Placeringar avser endast det specifika heatet.
- Q = Tog sig vidare till nästa omgång
- q = Tog sig vidare till nästa omgång som den snabbaste förloraren eller, i fältgrenarna, genom placering utan att nå kvalgränsen
- NR = Nationellt rekord
- N/A = Omgången fanns inte i grenen
- Bye = Idrottaren behövde inte tävla i omgången

Bana och väg
| Idrottare      | Gren                | Heat     | Heat      | Kvartsfinal | Kvartsfinal | Semifinal        | Semifinal        | Final            | Final            |
| Idrottare      | Gren                | Resultat | Placering | Resultat    | Placering   | Resultat         | Placering        | Resultat         | Placering        |
| -------------- | ------------------- | -------- | --------- | ----------- | ----------- | ---------------- | ---------------- | ---------------- | ---------------- |
| Rodman Teltull | Herrarnas 100 meter | 10,53    | 1 Q       | 10,64       | 8           | Gick inte vidare | Gick inte vidare | Gick inte vidare | Gick inte vidare |

## Kanotsport

### Sprint
| Kanotist         | Gren                | Heat     | Heat      | Semifinaler      | Semifinaler      | Final            | Final            |
| Kanotist         | Gren                | Tid      | Placering | Tid              | Placering        | Tid              | Placering        |
| ---------------- | ------------------- | -------- | --------- | ---------------- | ---------------- | ---------------- | ---------------- |
| Marina Toribiong | Herrarnas K-1 200 m | 48,913   | 6 Q       | 48,306           | 8                | Gick inte vidare | Gick inte vidare |
| Marina Toribiong | Herrarnas K-1 500 m | 2:14,807 | 7         | Gick inte vidare | Gick inte vidare | Gick inte vidare | Gick inte vidare |